# Imperiul Wari

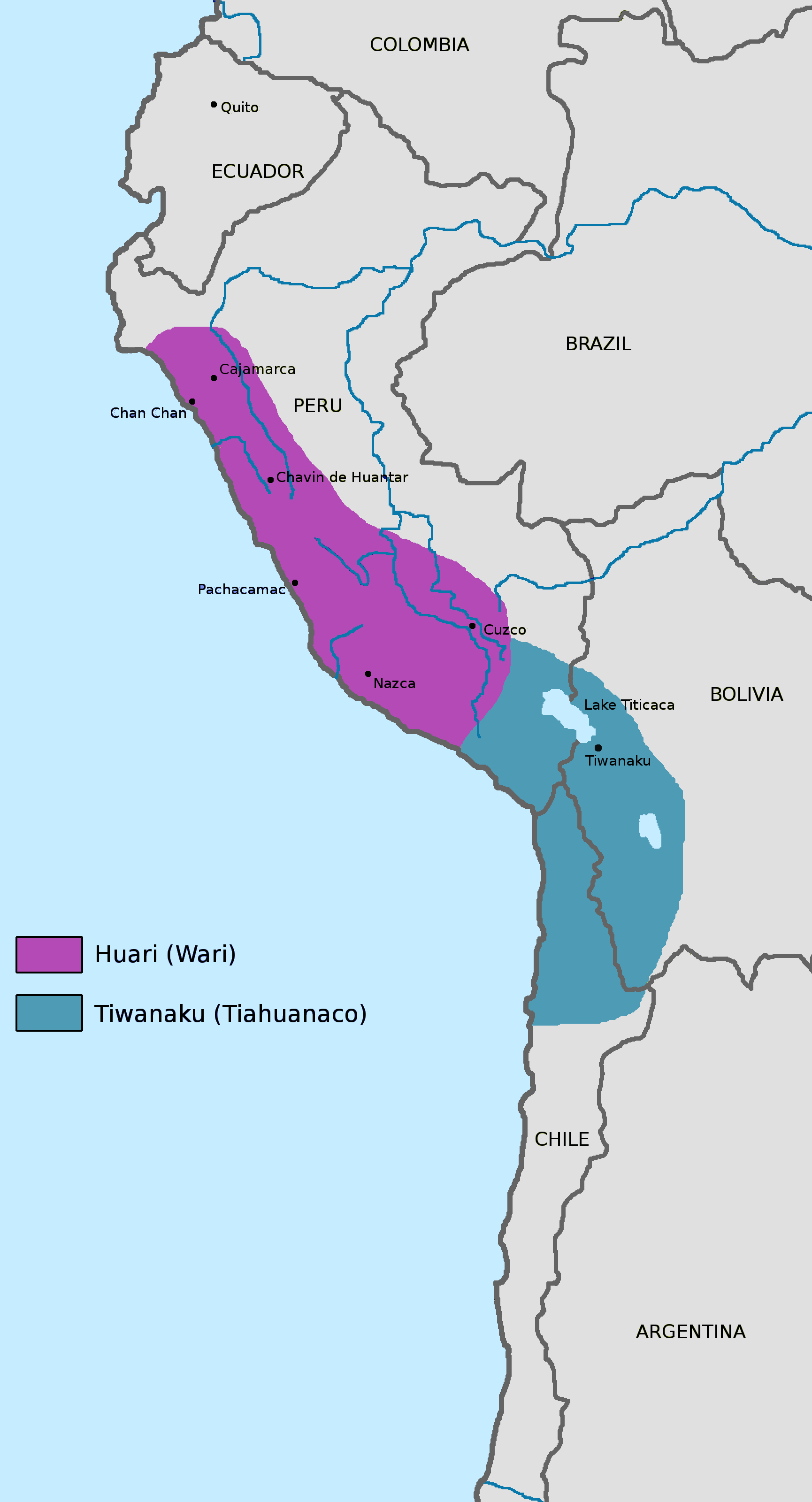
Huari & Tiwanaku

Imperiul Wari a înflorit între anii 700 și 1.000 d.Hr., în jumătatea estică a statului Peru, cu mult timp înainte ca Imperiul Incaș să domine regiunea și să construiască Machu Picchu. Mormântul regal, care a fost descoperit cu câteva luni în urmă, în situl El Castillo de Huarmey, la circa 300 de kilometri de Lima, conține numeroase obiecte din aur, ceramică, dar și 63 de trupuri mumificate, în vârstă de aproximativ 1.300 de ani. Un alt aspect interesant: cele mai multe dintre trupurile găsite au aparținut unor femei care au fost mumificate și care stau în poziție verticală. Acest fapt indică apartenența lor la familia regală și evocă ideea că femeile Wari dețineau mult mai multă putere decât s-a crezut până în prezent.
Importanța descoperirii constă în ajutorul pe care arheologii îl au acum în descifrarea misterelor acestei civilizații din zona Andină a Perului, care s-a dezvoltat cu multe secole înainte ca ascensiunea Imperiului Incaș să aibă loc. Istoricii consideră că reprezentanții regatului Wari au fost primii oameni care au reușit să unească mai multe triburi într-un singur imperiu, creând astfel o rețea complexă în regiunea peruană înaltă.